# SHA-1
SHA-1 skraćenica je od engleske složenice Secure Hash Algorithm i ime je za algoritam koji služi za provjeru autentičnosti datoteka ili poruke prilikom prijenosa između pošiljaoca i primatelja. SHA-1 je nasljednik MD-5 i koristi se u raznim sigurnosnim programima ili u protokomima kao što su: TLS, SSL, PGP, SSH, S/MIME, i IPsec. SHA-1 je kompromitiran 2002.  nakon čega je razvijena poboljšana inačica SHA-2.

## Algoritam SHA-1
Pseudokod algoritma SHA-1 :
```
Opaska: Sve varijable su unsigned 32 bita dugačke modulo 2
32
 kod računanja

Inicijaliziraj varijable:

h0 := 0x67452301
h1 := 0xEFCDAB89
h2 := 0x98BADCFE
h3 := 0x10325476
h4 := 0xC3D2E1F0

Pred-obrada:

dodaj bit  '1' na kraj poruke
dodaj k bitova '0', gdje je k broj >= 0 tako da rezutirajuća poruka
    duljina (u 
bitovima
) je 
congruent
  448 (mod 512)
    dodaj duljinu poruke (prije pred-obrade), u 
bitovima
, kao 64-bitni big-endian cijeli broj

Obradi poruku u sekventim nizovima od 512-bita:

razbij poruku u komade od 512-bita

za
 svaki komad
    razbij komad u šestnaest 32-bitnih big-endian riječi  w
[
i
]
, 0 ≤ i ≤ 15

    
Produži šesnaest 32-bitne u osam 32-bitne riječi:

    
za
 i 
od
 16 do 79
        w
[
i
]
 := (w
[
i-3
]
 
xor
 w
[
i-8
]
 
xor
 w
[
i-14
]
 
xor
 w
[
i-16
]
) 
rotirajlijevo
 1

    
Inicializiraj hash vrijednost za svaki komad:

    a := h0
    b := h1
    c := h2
    d := h3
    e := h4

    
Glavna petlja:

    
za
 i 
od
 0 do 79
        
ako je
 0 ≤ i ≤ 19 
tada

            f := (b 
and
 c) 
or
 ((
not
 b) 
and
 d)
            k := 0x5A827999
        
inače ako je
 20 ≤ i ≤ 39
            f := b 
xor
 c 
xor
 d
            k := 0x6ED9EBA1
        
inače ako je
 40 ≤ i ≤ 59
            f := (b 
i
 c) 
or
 (b 
i
 d) 
or
 (c 
i
 d)
            k := 0x8F1BBCDC
        
inače ako je
 60 ≤ i ≤ 79
            f := b 
xor
 c 
xor
 d
            k := 0xCA62C1D6

        temp := (a 
rotrirajlijevo
 5) + f + e + k + w
[
i
]

        e := d
        d := c
        c := b 
rotirajlijevo
 30
        b := a
        a := temp

    
Dodaj hash ovog komada na dosadašnji rezultat:

    h0 := h0 + a
    h1 := h1 + b 
    h2 := h2 + c
    h3 := h3 + d
    h4 := h4 + e

Proizvedi završnu hash vrijednost (big-endian):

digest = hash = h0 
poveži
 h1 
poveži
 h2 
poveži
 h3 
poveži
 h4
```

Umjesto uporabe originalne formulacije u FIPS PUB 180-1 može se upotrijebiti sljedeći izraz f u glavoj petlji prikazanoj iznad:
```
(0  ≤ i ≤ 19): f := d 
xor
 (b 
i
 (c 
xor
 d))         
(alternative)

 

(40 ≤ i ≤ 59): f := (b 
i
 c) 
ili
 (d 
i
 (b 
ili
 c))   
(alternativa 1)

(40 ≤ i ≤ 59): f := (b 
i
 c) 
ili
 (d 
i
 (b 
xor
 c))  
(alternativa 2)

(40 ≤ i ≤ 59): f := (b 
i
 c) + (d 
i
 (b 
xor
 c))   
(alternativa 3)
```

## Vanjske poveznice
- Crypto++  Arhivirana inačica izvorne stranice od 24. veljače 2021. (Wayback Machine) besplatna biblioteka kriptografskih rutina u C++